# CBS Studios
CBS Studios Inc. (precedentemente conosciuta come CBS Paramount Network Television o CBS Paramount Television e CBS Television Studios) è una casa di produzione televisiva statunitense sussidiaria di CBS, controllata da Paramount Global.

## Storia
La società nasce nel 2006 dalla fusione tra la CBS Productions e la Paramount Television in CBS Paramount Network Television.
È il braccio operativo nella produzione dei programmi televisivi della CBS, precedentemente era la CBS Productions ad avere tali funzioni.

## Serie attualmente prodotte
- 90210
- Criminal Minds (co-produttore con ABC Studios)
- CSI: Scena del crimine (co-produttore con Alliance Atlantis)
- CSI: Miami (co-produttore con Alliance Atlantis)
- CSI: NY (co-produttore con Alliance Atlantis)
- Flashpoint (co-produttore con CTV Television Network)
- Ghost Whisperer - Presenze (co-produttore con ABC Studios)
- Harper's Island
- Medium (co-produttore con NBC Universal)
- NCIS - Unità anticrimine (co-produttore con Belisarius Productions)
- Numb3rs
- The Amazing Race (co-produttore con ABC Studios)
- The Cleaner
- The Game
- The Mentalist
- Tutti odiano Chris
- The Vampire Diaries (co-produttore con Alloy Entertainment, Bonanza Productions, Warner Bros. Television, Outerbanks Entertainment, Sim Video)
- Intelligence
- Power (co-Produttore con Startz)